# Boucles de la Marne (cyclisme)
Les Boucles de la Marne sont une course cycliste française disputée au mois de mai dans le département de la Marne. Créée en 2004, elle fait partie du calendrier national de la Fédération française de cyclisme.

## Histoire
La course a constitué à plusieurs reprises une manche de la Coupe de France DN1. Entre 2009 et 2013, elle se tient sur plusieurs étapes, à l'exception de l'édition 2012. En 2014, l'épreuve se déroule sous la forme d'un contre-la-montre par équipes de 66,5 kilomètres,, puis en cyclosportive l'année suivante. Depuis 2016, elle est inscrite au calendrier de la Coupe de France DN2. 
L'édition 2020 est reportée au 20 septembre en raison de la pandémie de Covid-19.

## Palmarès
| Année | Vainqueur                | Deuxième                  | Troisième             |
| ----- | ------------------------ | ------------------------- | --------------------- |
| 2004  | Alain Saillour           | Nicolas André             | Guillaume Judas       |
| 2005  | Dimitri Champion         | David Arassus             | Nicolas Rousseau      |
| 2006  | Fredrik Johansson        | David Han                 | Dimitri Champion      |
| 2007  | Laurent Beuret           | Kalle Kriit               | David Tanner          |
| 2008  | Aurélien Duval           | Emmanuel Bonnot           | Mathieu Simon         |
| 2009  | Mathieu Simon            | Geoffrey Soupe            | Stéphane Rossetto     |
| 2010  | Antoine Gorichon         | Jo Maes                   | Ramūnas Navardauskas  |
| 2011  | Bryan Nauleau            | Nicolas David             | Anthony Saux          |
| 2012  | Sébastien Harbonnier     | Alexandre Gratiot         | Simon Zahner          |
| 2013, | Pierre-Henri Lecuisinier | Bryan Nauleau             | Aurélien Moulin       |
| 2014  | Vendée U                 | Armée de Terre            | Chambéry CF           |
| 2015  | Épreuve cyclosportive    | Épreuve cyclosportive     | Épreuve cyclosportive |
| 2016  | Kévin Lalouette          | Marc Staelen              | Jérémy Bescond        |
| 2017, | Willy Perrocheau         | Clément Patat             | Florian Tessier       |
| 2018, | Alexandre Billon         | Mariusz Gąsiorowski       | Matthieu Boulo        |
| 2019  | Baptiste Constantin      | Florentin Lecamus-Lambert | Rudy Fiefvez          |